# اگون لوی
اگون لوی (انگلیسی: Egon Loy؛ زادهٔ ۱۴ مهٔ ۱۹۳۱) بازیکن فوتبال اهل آلمان است.
از باشگاه‌هایی که در آن بازی کرده‌است می‌توان به باشگاه فوتبال آینتراخت فرانکفورت اشاره کرد.